# Clinton Bowen Fisk
Clinton Bowen Fisk (8 décembre 1828 - 9 juillet 1890), en mémoire de qui l'université Fisk est nommée, est un officier supérieur lors de la reconstruction au Bureau des réfugiés, des affranchis et des terres abandonnées. Il a donné à l'université Fisk 30 000 dollars. En outre, il a aidé à établir la première école publique gratuite dans le Sud pour les enfants blancs et afro-américains.

## Avant la guerre
Fisk naît à York, dans le comté de Livingston de l'État de New York, fils de Benjamin et de Lydia Fisk. Dans le cadre de la migration vers l'ouest du XIXe siècle, sa famille part rapidement pour Coldwater, dans le Michigan. Il étudie, lors du cours préparatoire, à Albion Seminary avant de devenir l'un des cinq élèves qui s'inscrivent le jour de l'ouverture du Michigan Central College (maintenant Hillsdale College) en 1844. Fisk devient plus tard marchand, meunier et banquier à Coldwater. Il souffre de la crise financière lors de la panique de 1857. Il s'installe à Saint-Louis dans le Missouri, où il commence à travailler dans le secteur de l'assurance.

## Guerre de Sécession
Abolitionniste, Fisk est nommé colonel de la 33rd Missouri Volunteer Infantry de l'armée de l'Union le 5 septembre 1862. Il organise une brigade et est nommé brigadier général le 24 novembre 1862. Il sert la majeure partie de la guerre de Sécession dans le Missouri et l'Arkansas, commandant d'abord le district du sud-est du Missouri et, plus tard, le département du nord du Missouri. La tâche principale de ces commandements est de s'opposer aux raids dans le Missouri par la cavalerie et la guérilla des États confédérés d'Amérique.

## Bureau des affranchis et université de Fisk
Après la guerre de Sécession, Fisk est nommé commissaire adjoint du bureau des affranchis pour le Kentucky et le Tennessee. Il travaille avec le bureau des réfugiés, des affranchis et des terres abandonnées et l'association missionnaire américaine à établir la première des écoles gratuites dans le sud des États-Unis pour les enfants afro-américains et blancs.
Il met la caserne abandonnée à Nashville, au Tennessee, à la disposition de l'association missionnaire américaine pour créer l'école Fisk, et il la dote de 30 000 $.

## Parti de la prohibition
Après l'expiration de la législation autorisant le bureau des affranchis, Fisk retourne dans son pays natal à New York. Il réussit dans le secteur bancaire. En 1874, le président Ulysses S. Grant le nomme au conseil des commissaires indiens.
Fisk est un chef de file du mouvement de la tempérance et devient le candidat à la présidentielle pour le parti de la prohibition aux élections de 1888. Il arrive en troisième place avec 249 506 voix. L'élection est remportée par Benjamin Harrison du parti républicain. Fisk est également dépassé par le titulaire du poste  de président des États-Unis, Grover Cleveland du parti démocrate. Mais, Fisk a obtenu l'un des résultats les plus élevés de tous les candidats du parti de la prohibition dans l'histoire. Le parti a présenté des candidats à chaque élection présidentielle depuis 1872.
Fisk meurt à New York le 9 juillet 1890, et est enterré à Coldwater, dans le Michigan.

## Héritage et honneurs
- L'université Fisk est nommée en son honneur, son travail et ses fonds pour l'éducation pour des générations de jeunes.
- En 2001, il a été le premier à être intronisé dans le nouveau mur des célébrités des anciens combattants du comté de Hillsdale, au Michigan, pour son service distingué lors de la guerre de Sécession (Hall of Fame inscrit 001, guerre de Sécession inscrit 001.).
- Le parc de la Prohibition, une communauté planifiée sur Staten Island, New York, a nommé l'une de ses rues principales Clinton B. Fisk Avenue en son honneur. Le nom reste, bien que la communauté a changé son nom en Westerleigh.